# Trisektrisa Pascalovega polža
Trisektrisa Pascalovega polža (včasih tudi samo trisektrisa) je ravninska krivulja, ki pripada družini Pascalovih polžev z značilnostjo tretjinjenja kota. Krivuljo se lahko definira kot presečišče dveh premic, ki se enakomerno vrtita okrog ločenih točk tako, da je stopnja vrtenja enaka 2 : 3. V začetku sta premici na premici, ki povezuje dve točki. To je torej primer Maclaurinove trisektrise. 
Trisektrisa je splošno ime za vse krivulje, ki se uporabljajo za tretjinjenje kotov (delitev kotov na tri dele).

## Opis nastanka
Prva premica se vrti okrog izhodišča in z osjo x tvori kot {\displaystyle \theta \,}. Druga premica pa se vrti okrog točke {\displaystyle (a,0)\,} in, ko ima kot {\displaystyle 3\theta /2\,}, je kot med njima {\displaystyle \theta /2\,}.
Krivulja seka samo sebe v izhodišču, krivulja seka x-os v točki s koordinatama {\displaystyle (3a,0)\,}, vrh notranje zanke pa je v točki s koordinato {\displaystyle (a,0)\,}.
Če se krivuljo pomakne tako, da je vrh notranje zanke v izhodišču, potem enačba dobi obliko:
{\displaystyle r=2a\cos {\frac {\theta }{3}}\!\,.}
To pomeni, da krivulja spada v družino krivulj z imenom roža.

## Trisektrisa Pascalovega polža v polarnih koordinatah
V polarnem koordinatnem sistemu je enačba trisektrise Pascalovega polža:
{\displaystyle r=a{\frac {\sin {\tfrac {3}{2}}\theta }{\sin {\tfrac {1}{2}}\theta }}=a(3\cos ^{2}{\tfrac {1}{2}}\theta -\sin ^{2}{\tfrac {1}{2}}\theta )=a(1+2\cos \theta )\!\,.}

## Delitev kota na tri dele
Znanih je nekaj načinov uporabe krivulje za delitev kota na tri dele. Naj bo kot {\displaystyle \varphi \,} kot, ki se ga želi razdeliti na tri dele. Najprej se potegne črto od notranje manjše zanke, to je od točke s koordinatami {\displaystyle (a,0)\,} s kotom {\displaystyle \varphi \,} z x-osjo. Naj bo s {\displaystyle P\,} označena točka, kjer seka črta krivuljo. Predpostavi se, da je ta točka na zunanji zanki, če je kot {\displaystyle \varphi \,} majhen. Potegne se še eno črto od izhodišča do točke {\displaystyle P\,}. Kot, ki je med obema črtama, deli kot {\displaystyle \varphi \,} na tri dele.   